# Marina (Califórnia)
Marina é uma cidade localizada no estado americano da Califórnia, no Condado de Monterey. Foi incorporada em 13 de novembro de 1975.

## Geografia
De acordo com o United States Census Bureau, a cidade tem uma área de 25,3 km², onde 23 km² estão cobertos por terra e 2,3 km² por água.

### Localidades na vizinhança
O diagrama seguinte representa as localidades num raio de 16 km ao redor de Marina.

## Demografia
Segundo o censo nacional de 2010, a sua população é de 19 718 habitantes e sua densidade populacional é de 857,34 hab/km². Possui 7 200 residências, que resulta em uma densidade de 313,06 residências/km².